# Джубикаул
Джубикаул — покинутый аул в Чеберлоевском районе Чеченской Республики.

## География
Аул расположен к северо-востоку от районного центра Шаро-Аргун.
Ближайшие населённые пункты: на северо-западе — бывшие аулы Хай-Хецагуни, Лешкорой и Сельберой, на востоке — бывший аул Газиаул, на юго-востоке — бывшие аулы Багинаул и Чуреймохк, на юго-западе — бывшие аулы Нежелой и Дургинаул.